# Серавале Скривия
Серава̀ле Скрѝвия (на италиански: Serravalle Scrivia, от 1935 до 1946 г. Serravalle Libarna, Серавале Либарна, на местен диалект: Seravale, Серавале) е градче и община в Северна Италия, провинция Алесандрия, регион Пиемонт. Разположено е на 225 m надморска височина. Населението на общината е 6283 души (към 2010 г.).